# Élections législatives est-allemandes de 1986
Des élections législatives ont lieu en République démocratique allemande (RDA, Allemagne de l'Est) le 8 juin 1986. Il s'agit de renouveler l'ensemble des 500 membres de la Chambre du peuple (Volkskammer), le parlement monocaméral, à l'issue d'une législature de cinq ans. Il s'agit des dernières élections avant l'instauration d'un réel multipartisme ; et des avant-dernières législatives avant la réunification de l'Allemagne et la disparition de la RDA.

## Système politique et électoral
La RDA est un État de facto à parti unique, avec un multipartisme encadré et aucune alternance politique. Les élections se déroulent selon le modèle de « démocratie populaire » développé en Union soviétique. Les citoyens sont appelés à accepter ou rejeter les candidats sélectionnés par les autorités - officiellement, désignés « par les partis et les organisations de masse ». Un candidat est élu s'il est approuvé par la majorité absolue des électeurs dans sa circonscription. Tous les partis politiques font partie du « Front national de la RDA » (Nationale Front), coalition menée par le Parti socialiste unifié (Sozialistische Einheitspartei).
Les soixante-treize circonscriptions électorales élisent chacune entre quatre et treize députés, en fonction de leur population. Dans chaque circonscription, les autorités présentent une liste fermée comprenant un nombre de candidats supérieur ou égal au nombre de sièges à pourvoir. Une majorité relative des candidats appartient au Parti socialiste unifié ; les autres candidats, aux partis qui lui sont alliés au sein du Front national. Si tous les candidats dans une circonscription sont approuvés par les électeurs, les sièges sont alloués selon l'ordre des candidats sur la liste. « Si, dans une circonscription, moins de candidats qu'il n'y a de sièges à pourvoir obtiennent la majorité absolue, il est procédé à un second tour de scrutin dans les 90 jours afin de pourvoir tous les sièges. » Lorsque des sièges deviennent vacants en cours de législature, en raison par exemple du décès d'un député, les candidats approuvés mais non élus (en fin de liste) les remplacent.
Officiellement, voter n'est pas obligatoire, et l'élection se déroule à bulletin secret. En pratique, les pressions incitent les citoyens à voter, et à déposer un bulletin favorable dans l'urne sans passer par l'isoloir. En ceci, la RDA se conforme aux pratiques en vigueur en Union soviétique.
Outre le Parti socialiste unifié (SED), le Front national comprend quatre autres partis politiques (l'Union chrétienne-démocrate, le Parti libéral-démocrate, le Parti national-démocrate et le Parti paysan démocratique) et diverses organisations de masse, qui défendent les intérêts de groupes sociaux spécifiques : la Fédération syndicale allemande libre, la Ligue démocratique des femmes d’Allemagne, la Jeunesse libre allemande , la Fédération culturelle, et l'Assistance mutuelle paysanne. Cette dernière fait son retour au parlement, après son départ en 1963.

### Forces en présence
| Partis politiques | Partis politiques                                         | Idéologie                          |
| ----------------- | --------------------------------------------------------- | ---------------------------------- |
|                   | Parti socialiste unifié Sozialistische Einheitspartei     | marxisme-léninisme, communisme     |
|                   | Union chrétienne-démocrate Christlich Demokratische Union | socialisme chrétien                |
|                   | Parti libéral-démocrate Liberal-Demokratische Partei      | socialisme libéral                 |
|                   | Parti paysan démocratique Demokratische Bauernpartei      | socialisme agrarisme               |
|                   | Parti national-démocrate Nationaldemokratische Partei     | socialisme, national-conservatisme |

## Résultats
|                                                              |                                                                              |                                                              |                                           |               |       |               |               |  |  |  |  |  |
| Partis et autres organisations politiques                    | Partis et autres organisations politiques                                    | Partis et autres organisations politiques                    | Partis et autres organisations politiques | Voix          | %     | Sièges        | +/-           |  |  |  |  |  |
|                                                              |                                                                              | Parti socialiste unifié Sozialistische Einheitspartei        | SED                                       |               |       | 127           | en stagnation |  |  |  |  |  |
|                                                              | Fédération libre des syndicats allemands Freier Deutscher Gewerkschaftsbund  | FDGB                                                         | 61                                        | 7             |       |               |               |  |  |  |  |  |
|                                                              | Union chrétienne-démocrate Christlich Demokratische Union                    | CDU                                                          | 52                                        | en stagnation |       |               |               |  |  |  |  |  |
|                                                              | Parti libéral-démocrate Liberal-Demokratische Partei                         | LDPD                                                         | 52                                        | en stagnation |       |               |               |  |  |  |  |  |
|                                                              | Parti paysan démocratique Demokratische Bauernpartei                         | DBD                                                          | 52                                        | en stagnation |       |               |               |  |  |  |  |  |
|                                                              | Parti national-démocrate Nationaldemokratische Partei                        | NDPD                                                         | 52                                        | en stagnation |       |               |               |  |  |  |  |  |
|                                                              | Jeunesse libre allemande Freie Deutsche Jugend                               | FDJ                                                          | 37                                        | 3             |       |               |               |  |  |  |  |  |
|                                                              | Ligue démocratique des femmes d'Allemagne Demokratischer Frauenbund          | DFD                                                          | 32                                        | 3             |       |               |               |  |  |  |  |  |
|                                                              | Association culturelle de la RDA Kulturbund der DDR                          | KB                                                           | 21                                        | 1             |       |               |               |  |  |  |  |  |
|                                                              | Association d'entraide des paysans Vereinigung der gegenseitigen Bauernhilfe | VdgB                                                         | 14                                        | 14            |       |               |               |  |  |  |  |  |
| Total Front national de la République démocratique allemande | Total Front national de la République démocratique allemande                 | Total Front national de la République démocratique allemande | 12 392 094                                | 99,94         | 500   | en stagnation |               |  |  |  |  |  |
|                                                              | Contre                                                                       | Contre                                                       | Contre                                    | 7 512         | 0,06  | 0             | en stagnation |  |  |  |  |  |
|                                                              |                                                                              |                                                              |                                           |               |       |               |               |  |  |  |  |  |
| Votes blancs et nuls                                         | Votes blancs et nuls                                                         | Votes blancs et nuls                                         | Votes blancs et nuls                      | 2 407         | 0,02  |               |               |  |  |  |  |  |
| Total                                                        | Total                                                                        | Total                                                        | Total                                     | 12 402 013    | 100   | 500           | en stagnation |  |  |  |  |  |
| Participation                                                | Participation                                                                | Participation                                                | Participation                             | 12 434 444    | 99,74 |               |               |  |  |  |  |  |

## Analyses

### Répartition des députés par catégories professionnelles
| Catégorie professionnelle                                                          | Nombre    | +/- | %     |
| ---------------------------------------------------------------------------------- | --------- | --- | ----- |
| Ouvriers                                                                           | 271 / 500 | 35  | 54,20 |
| Intellectuels                                                                      | 126 / 500 | 11  | 25,20 |
| Employés (salariés)                                                                | 69 / 500  | 20  | 13,80 |
| Membres des coopératives de production agricole, paysans individuels et jardiniers | 31 / 500  | 21  | 6,20  |
| Autres                                                                             | 3 / 500   | 5   | 0,60  |

### Répartition des députés suivant le sexe
| Genre  | Nombre    | +/- | %     |
| ------ | --------- | --- | ----- |
| Hommes | 339 / 500 | 1   | 67,80 |
| Femmes | 161 / 500 | 1   | 32,20 |

### Répartition des députés par classes d'âge
| Âge            | Nombre    | %     |
| -------------- | --------- | ----- |
| 18-24 ans      | 26 / 500  | 5,20  |
| 25-30 ans      | 34 / 500  | 6,80  |
| 31-40 ans      | 60 / 500  | 12,0  |
| 41-50 ans      | 118 / 500 | 23,60 |
| 51-60 ans      | 181 / 500 | 36,20 |
| Plus de 60 ans | 81 / 500  | 16,20 |

## Suites

### Gouvernement
Le 16 juin, la nouvelle assemblée siège pour la première fois, et réélit Willi Stoph au poste de président du Conseil des ministres.